# Tango escenario

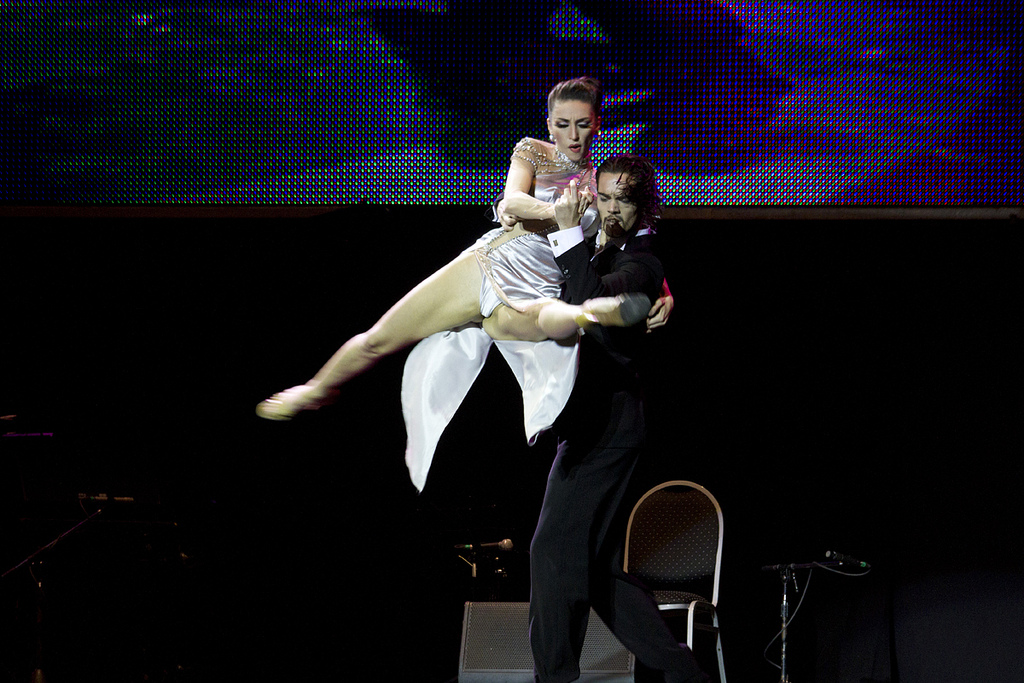
La modalidad tango escenario se caracteriza por su estilo coreográfico libre y acrobático, que incluye movimientos no permitidos en el tango de pista, como los saltos y la ruptura del abrazo. Se baila individualmente al compás de la música elegida por cada pareja.

Tango escenario es una modalidad de baile del argentino-uruguayo tango y una categoría en las competencias de baile de tango. Se caracteriza por su estilo coreográfico libre y por sus figuras acrobáticas.
Es una de las dos categorías competitivas -la otra es el tango de pista- en el Campeonato Mundial de Baile de Tango.

## Características
La categoría tango escenario busca recrear las condiciones y modalidades en las que se baila el tango de espectáculo.
En el Campeonato Mundial de Baile de Tango se desarrolla con parejas que bailan solas y eligen la música. Cada una baila cuatro minutos. Se caracteriza por el despliegue coreográfico y dramático de cada pareja. A la final llegan 20 parejas.
Esta modalidad, a diferencia del tango de pista, busca la libertad coreográfica y la expresión de las múltiples variaciones con las que el baile de tango se presenta en el mundo, pero sin perder identidad:
- Se permite romper el abrazo pero el reglamento también advierte que debe tener "razón de ser y (realizarse) en beneficio de la presentación";
- Se permiten los saltos y utilizar recursos de otras danzas, pero sin superar un tercio del tiempo de la presentación;
- La coreografía debe incluir "las figuras clásicas del tango: los ochos, los giros, las caminatas largas, los voleos, los ganchos y el «abrazo milonguero»";
- La vestimenta puede ser punto de evaluación.[2]

## Campeones
Los campeones mundiales en la categoría tango escenario han sido:
| Campeonatos Mundiales de Baile de Tango - Categoría Escenario | Campeonatos Mundiales de Baile de Tango - Categoría Escenario | Campeonatos Mundiales de Baile de Tango - Categoría Escenario | Campeonatos Mundiales de Baile de Tango - Categoría Escenario | Campeonatos Mundiales de Baile de Tango - Categoría Escenario |
| Edición                                                       | Campeones                                                     | Ciudad                                                        | País                                                          |                                                               |
| ------------------------------------------------------------- | ------------------------------------------------------------- | ------------------------------------------------------------- | ------------------------------------------------------------- | ------------------------------------------------------------- |
| I Edición 2003 Gaspar Godoy y Gisela Galeasi                  | Argentina                                                     |                                                               |                                                               |                                                               |
| II Edición 2004 Ivan Romero y Marcela Vespasiano              |                                                               |                                                               |                                                               |                                                               |
| III Edición 2005                                              | Germán Cornejo y Angeles Trabichet                            | Zárate (Buenos Aires)                                         | Argentina                                                     |                                                               |
| IV Edición 2006                                               | Carlos Paredes & Diana Giraldo Rivera                         | Cali                                                          | Colombia                                                      |                                                               |
| V Edición 2007                                                | Natalia Tonelli y Fernando Gracia                             | Lanús                                                         | Argentina                                                     |                                                               |
| VI Edición 2008                                               | José Fernandez y Melody Gisele Celatti                        | Buenos Aires                                                  | Argentina                                                     |                                                               |
| VII Edición 2009                                              | Betsabeth Flores y Jonathan Spigel                            | Córdoba                                                       | Argentina                                                     |                                                               |
| VIII Edición 2010                                             | Diego Ortega y Chizuko Kuwamoto                               | Colón                                                         | Argentina                                                     |                                                               |
| IX Edición 2011                                               | Solange Acosta y Max Van De Voorde                            | Buenos Aires                                                  | Argentina                                                     |                                                               |
| X Edición 2012                                                | Cristhian Sosa y María Noel Sciuto                            | Buenos Aires                                                  | Argentina                                                     |                                                               |
| XI Edición 2013                                               | Guido Palacios y Florencia Zárate Castilla                    | Villa Flandria                                                | Argentina                                                     |                                                               |
| XII Edición 2014                                              | Juan Malizia Gatti y Manuela Rossi                            | Buenos Aires                                                  | Argentina                                                     |                                                               |
| XIII Edición 2015                                             | Ezequiel Jesús Lopez y Camila Alegre                          | Buenos Aires                                                  | Argentina                                                     |                                                               |